# Mega Man X: Legacy Collection 2
Mega Man X: Legacy Collection 2 (Rockman X Anniversary Collection 2 ロックマンX アニバーサリー コレクション 2) est une compilation des jeux d'action-plates-formes volets cinq à huit de la série Mega Man X en téléchargement sur Steam depuis juillet 2018. Cette compilation permet de joueur aux jeux en haute définition. Cette série est sortie en même temps que Mega Man X: Legacy Collection, qui regroupe les épisodes un à quatre de la même série.

## Liste de jeux
- Mega Man X5
- Mega Man X6
- Mega Man X7
- Mega Man X8